# Millettia pilosa
Millettia pilosa är en ärtväxtart som beskrevs av John Hutchinson och John McEwan Dalziel. Millettia pilosa ingår i släktet Millettia och familjen ärtväxter. Inga underarter finns listade i Catalogue of Life.